# Bons-Tassilly
Bons-Tassilly là một xã ở tỉnh Calvados, thuộc vùng Normandie ở tây bắc nước Pháp.